# Aryeh Frankfurter
Aryeh Frankfurter est un harpeur américain, occasionnellement violoniste, qui vit à San Francisco. Sa musique est douce, nettement celtique avec une forte influence de new age.

## Discographie

### Albums
- 1996 Harp Songs of the Midnight Sun
- 2000 The Sound of Sleet
- 2001 Harper's Brew
- 2004 Aurora of the Northern Harp
- 2005 Midnight Muse
- 2006 In the Mood of Wintertime
- 2007 Sounds of the Season (new edition)
- 2007 The Enchanted Way
- 2008 Two Worlds One

### Compilations
- Harp chronicles vol. 1 1994-1996
- Harp chronicles vol. 2 1995-1996

### DVD
- Timeless Enchantment

### Collaborations
- 2000 Azigza, avec le groupe Azigza, trance-rock world fusion band
- 2004 Kriya, avec Azigza

## Site officiel
Lionharp